# Армия ислама (сектор Газа)
Армия ислама  (араб. جَيش الإسلام‎ Джейш аль-Ислам), называющая себя также Таухид и Бригады джихада, — палестинская военизированная группировка, связанная с кланом Догмуш.
Размещается на территории сектора Газа. Ответственна за похищения двух журналистов канала «Фокс Ньюс» в 2006 году, британского репортера Алана Джонстона в 2007 году, нападения на гражданских лиц в Египте в 2009 году и ряд ракетных обстрелов Израиля, которые привели к жертвам.
19 мая 2011 года внесена Государственным департаментом США в список террористических организаций.

## Деятельность
Группировка «Армия ислама» была основана в начале 2000-х годов и базируется в секторе Газа в районе городов Газа и Джебалия. По идеологии она близка к международной террористической сети Аль-Каида. Возглавляет организацию Мумтаз Догмуш, хамула которого имеет большое влияние в анклаве.
ФАТХ обвиняет «Армию ислама» в ликвидации нескольких известных руководителей силовых структур во время столкновений в секторе Газа между сторонниками правящего в автономии движения ФАТХ и оппозиционной исламистской группировки ХАМАС в 2006—2007 годах.
Вместе с ХАМАС и группировкой Комитеты народного сопротивления боевики «Армии ислама» участвовали в 2006 году в похищении на южной границе сектора Газа с Израилем военнослужащего ЦАХАЛ Гилада Шалита, проведшего в плену у ХАМАС более 5 лет.

### Похищение Алана Джонстона
12 марта 2007 года «Армия ислама» похитила репортера телекорпорации BBC Алана Джонстона. Похитители требовали от Великобритании выпустить на свободу всех исламистских террористов, содержащихся в её тюрьмах, освободить женщин, находящихся в тюрьмах Ирака и в тюрьме на американской базе Гуантанамо. Джонстон провел в плену 114 дней и был освобождён лишь в ночь на 4 июля после того, как боевики ХАМАС блокировали в Газе здание, где содержали заложника.

### Теракт у коптской церкви в Александрии
В результате теракта в коптской церкви египетского города Александрии в ночь на 1 января 2011 года погибли 23 человека, ещё 43 получили ранения. Бомба взорвалась в автомобиле, припаркованном возле церкви Святых, во время торжественной мессы по случаю Нового года.
Министр внутренних дел Египта Хабиб аль-Адали заявил в интервью египетскому государственному телеканалу:
«Мы располагаем доказательствами того, что палестинцы, связанные с „Аль-Каидой“, спланировали и осуществили этот ужасный теракт».